# Кодрингтон, Джованни
Джованни Орландо Кодрингтон (нидерл. Giovanni Orlando Codrington; род. 17 июля 1988, Парамарибо) — нидерландский легкоатлет суринамского происхождения, специалист по бегу на короткие дистанции. Выступал за сборную Нидерландов по лёгкой атлетике в 2006—2018 годах, чемпион Европы, многократный победитель и призёр первенств национального значения, участник двух летних Олимпийских игр.

## Биография
Джованни Кодрингтон родился 17 июля 1988 года в городе Парамарибо, Суринам. Ещё ребёнком переехал на постоянное жительство в Гронинген, Нидерланды.
Впервые заявил о себе на международном уровне в сезоне 2006 года, когда вошёл в состав нидерландской национальной сборной и в 100-метровой дисциплине выступил на юниорском мировом первенстве в Пекине.
В 2007 году бежал 100 метров, 200 метров и эстафету 4 × 100 метров на юниорском европейском первенстве в Хенгело.
В 2009 году на молодёжном европейском первенстве в Каунасе стал шестым в индивидуальном беге на 100 метров и пятым в зачёте эстафеты 4 × 100 метров.
В 2011 году стартовал в эстафете 4 × 100 метров на чемпионате мира в Тэгу.
В 2012 году на чемпионате Европы в Хельсинки вместе с соотечественниками Брайаном Мариано, Чуранди Мартина и Патриком ван Лёйком превзошёл всех соперников в программе эстафеты 4 × 100 метров и завоевал золотую награду. Благодаря этому успешному выступлению удостоился права защищать честь страны на летних Олимпийских играх в Лондоне, где в эстафете 4 × 100 метров с теми же партнёрами занял в финале пятое место.
В 2014 году отметился выступлением на впервые проводившемся чемпионате мира по эстафетному бегу в Нассау, стартовал на командном чемпионате Европы в Брауншвейге. На чемпионате Европы в Цюрихе дошёл до стадии полуфиналов в беге на 100 метров и стал пятым в эстафете 4 × 100 метров.
В 2015 году вновь участвовал в чемпионате мира по эстафетам в Нассау.
В 2016 году занял четвёртое место в эстафете 4 × 100 метров на чемпионате Европы в Амстердаме. На Олимпийских играх в Рио-де-Жанейро в той же дисциплине в финал не вышел.
В 2017 году в третий раз стартовал на чемпионате мира по эстафетам в Нассау, выступил на командном чемпионате Европы в Лилле и на чемпионате мира в Лондоне.
По окончании сезона 2018 года завершил карьеру профессионального спортсмена.